# Monument aux droits de Magdebourg
Le monument aux droits de Magdebourg (en ukrainien : Пам'ятник Маґдебурзькому праву) est un monument commémorant principalement l'octroi à Kiev des droits de Magdebourg, lui accordant son droit à l'autonomie gouvernementale, mais aussi le baptême de la Rus' dont il marquerait l'emplacement. Il est situé à Podil, la ville basse de Kiev, au pied de l'ancienne colline de Mykhailo, sur la rive du Dniepr.

## Architecture
La colonne est considérée comme le premier monument construit dans la ville de Kiev. Elle est construite par l'architecte en chef de la ville de Kiev et grand rénovateur de Podil, Andreï Melenski au début de sa carrière. La base de la colonne est un pavillon contenant une vasque pour baptiser, flanqué de deux escaliers menant à la colonne elle-même.
Son architecture néoclassique et non figurative lui a permis d'échapper à la destruction, à la différence de la plupart des statues de la période impériale détruites dans les années 1920-1930, et de nombreux monuments soviétiques détruits en particulier après 2014.
Trois inscriptions sont visibles : 
- "À Saint Vladimir, lumière de la Russie"[2].
- "Reconnaissance du peuple de Kiev pour la restauration des droits antiques de cette capitale par L'EMPEREUR DE TOUTES LES RUSSIES ALEXANDRE Ier. Année 1802, 15e jour de septembre"[3].
- "Dans l'été de la deuxième année du règne de L'EMPEREUR ALEXANDRE Ier AUTOCRATE DE TOUTE LA RUSSIE le magistrat kiévien et le public a reçu reconnaissance de ses pouvoirs par la puissance de SA MAJESTÉ le 29 décembre 1801 et en reconnaissance a érigé ce monument sur la source de krechtchatyk, lieu du baptême de ses fils par le bienheureux prince ST. VLADIMIR en l'an 989 en reconnaissance des grâces (...)" (inachevé)[4].

### Dans la ligne des réalisations monumentales des rives du Dniepr
L'édifice s'inscrit dans une série de monuments ponctuant la ligne des collines escarpées des rives du Dniepr (de l'amont vers l'aval) : monument à saint Vladimir, monument aux droits de Magdebourg, arche de la Liberté du Peuple ukrainien, monument aux morts de la Seconde Guerre mondiale, et statue de la Mère-Patrie. Si le sommet des collines était surtout occupé par de multiples églises et monastères, nombreux sont ceux qui ont été dynamités par les autorités soviétiques dans les années 1920 et 30. On compte aujourd'hui (de l'amont vers l'aval) le monastère de Saint-Cyrille, l'église Saint-André, l'église de la Dîme (détruite), le monastère Saint-Michel-au-Dôme-d'Or (détruit pour laisser place à un ensemble monumental à Lénine et reconstruit), la tombe d'Askold, la Laure des Grottes de Kiev et le monastère Saint-Michel-de-Vydoubytch.

## Histoire

### L'exaltation de l'autonomie municipale
Le monument est construit en 1802 pour commémorer le retour des droits de Magdebourg par l'empereur Alexandre Ier de Russie comme gage d'autonomie municipale pour la ville de Kiev au sein de l'Empire russe. Ils avaient été octroyés pour la première fois en 1494 par le grand-duc de Lituanie Alexandre Jagellon et permettaient une autonomie financière, judiciaire, administrative et même militaire au sein des royaumes de Lituanie, de Pologne et de Russie desquels la ville fera successivement partie. Le 20 octobre 1775, l'impératrice de Russie Catherine II y met fin (ukaze sur la réunion de Kiev à la Petite-Russie - О присоединении Киева к Малороссии) et remplace les magistrats élus par un gouverneur général nommé.
Les droits de Magdebourg sont restaurés en 1796 ou 1797 par Paul Ier (1754-1801) dans un document signé, non conservé, par son successeur, Alexandre Ier. Ils sont finalement abolis peu après, en 1834, par Nicolas Ier qui rétablit l'ensemble des lois impériales russes.
L'événement de 1801 est célébré pendant trois jours par les habitants avec des illuminations et des danses. Une procession avec les magistrats de la ville et le métropolite de Kiev, Gavril Bănulescu-Bodoni, porte en procession le document à l'église de la Pirohochtchta à Podil. Une collecte de 10 000 roubles est ensuite organisée pour la construction d'une chapelle et d'un monument avec une fontaine. L'auteur du monument est l'architecte de Kiev Andreï Melenski. Le pavillon de briques sur une source a été consacré le 15 août 1802.

### La commémoration de la christianisation des mondes ukrainien et russe

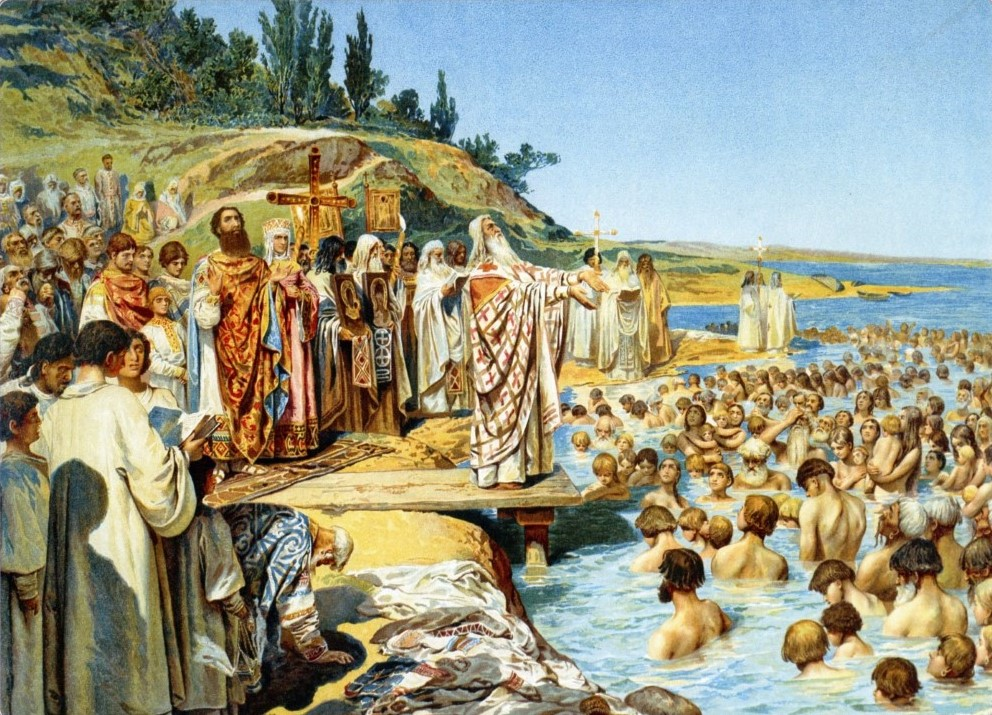
Le baptême des Kiéviens d'après une toile de Klavdiy Lebedev.

Dès 1804, le métropolite Serapion (Alexandrovski) (uk) entreprend des processions au monument pour la bénédiction de l'eau ; le monument devient un lieu populaire pour les baptêmes. C'est en effet l'endroit où Saint Vladimir de Kiev a, selon les chroniques, baptisé le peuple de Kiev.
Après son retour en triomphe à Kiev, Vladimir exhorta avec force la population à se réunir sur les bords du Dniepr pour se faire baptiser. Ce baptême de masse devait devenir le symbole de la christianisation de la Rus' kiévienne.
Vladimir commença par baptiser ses douze fils et de nombreux boyards. Il détruisit ensuite les idoles de bois de plusieurs dieux païens qu’il avait lui-même fait ériger quelques années plus tôt. Elles furent brisées ou mises en pièces après avoir été traînées derrière des chevaux et fouettées ; celle du dieu Peroun fut jetée dans le Dniepr.
Suivant quoi, Vladimir fit parvenir un message aux habitants de Kiev « riches et pauvres, mendiants et esclaves » les invitant à venir sur les bords du fleuve le jour suivant, à moins « de vouloir devenir ennemis de leur prince ». Un grand nombre de personnes vinrent donc, amenant leurs enfants avec eux. Ils descendirent dans l’eau pendant que des prêtres de Cherson, venus avec la princesse Olga, priaient.
Pour commémorer cet événement, Vladimir fit construire la première église de pierre de la Rus’ kiévienne, appelée l’église de la Dîme, où lui-même et son épouse devaient reposer après leur mort. Une autre église, dédiée à saint Basile fut construite sur la colline où s’élevaient auparavant les idoles des dieux païens.
Autre monument commémorant le baptême de la Rus' , le monument à saint Vladimir est construit un demi-siècle plus tard, en 1853.

## Galerie d'illustrations

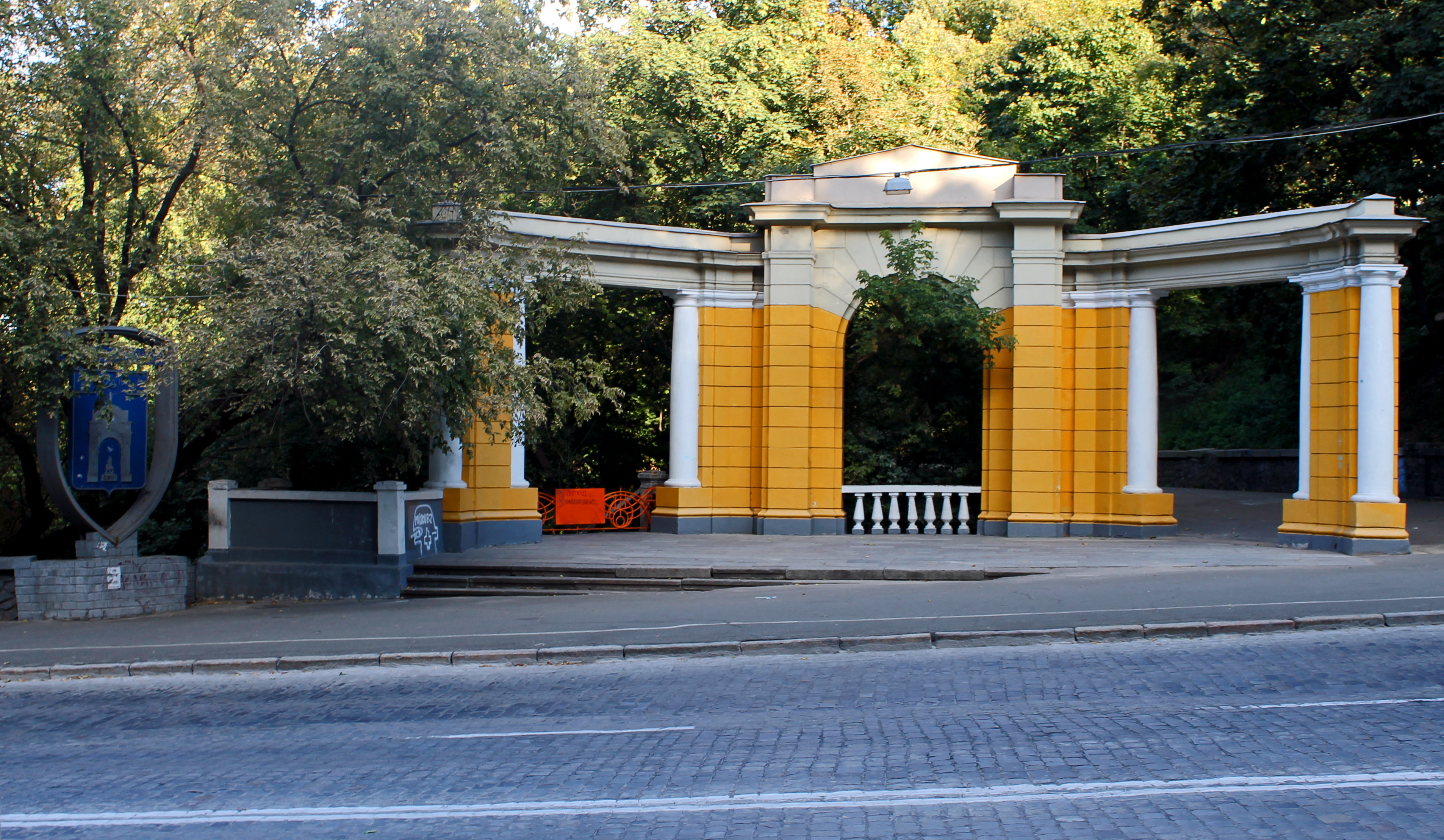
Entrée des escaliers menant à la colonne sur la descente Volodymyrsky.
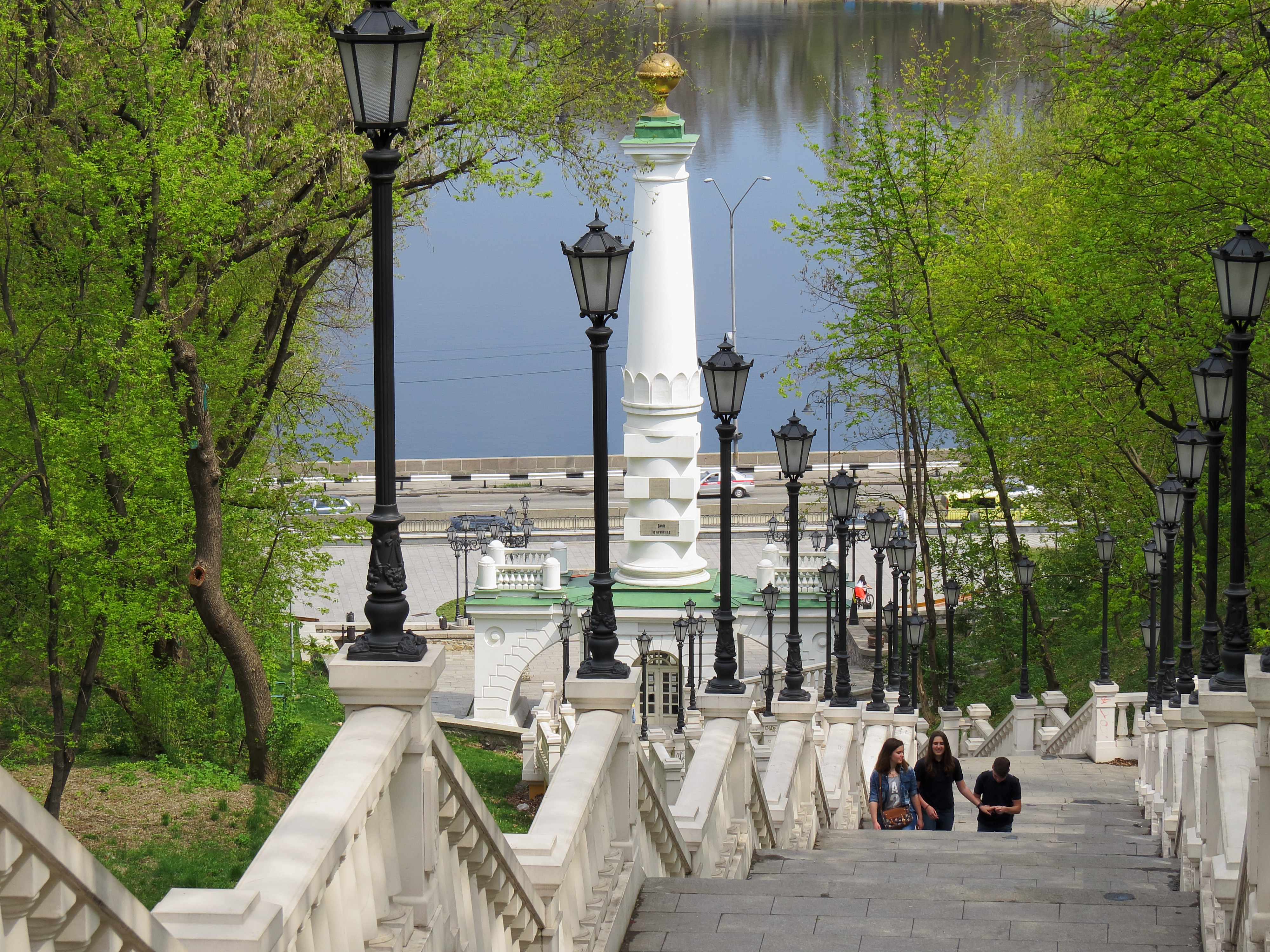
Escaliers menant à la colonne et le Dniepr.
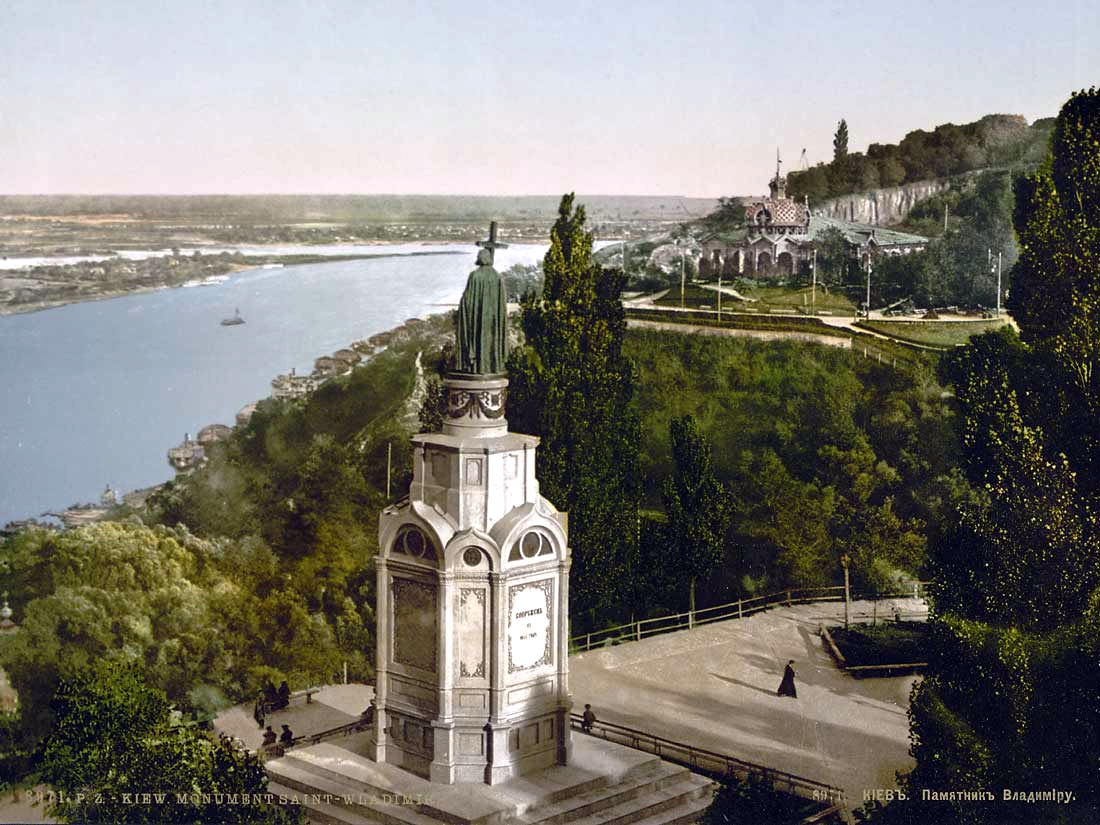
Autre monument commémorant le baptême de la Rus' , le monument à saint Vladimir construit un demi-siècle plus tard, en 1853.
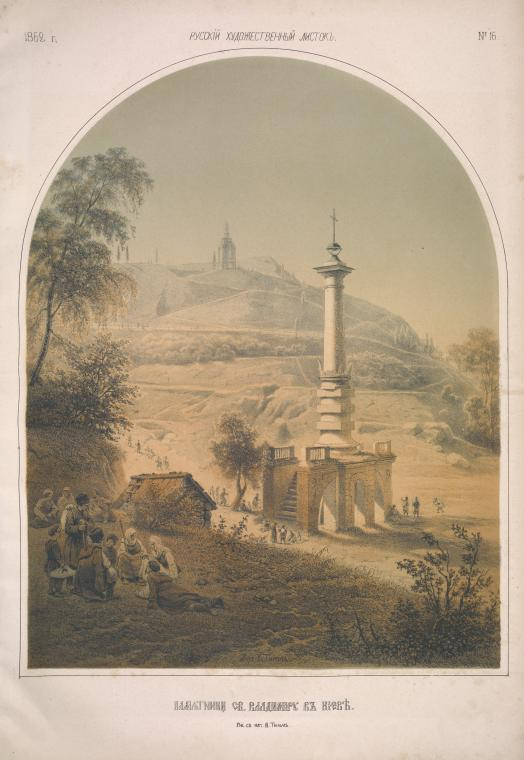
Le monument aux droits de Magdebourg avec en contre-haut le monument de saint Vladimir, lithographie du XIXème s.
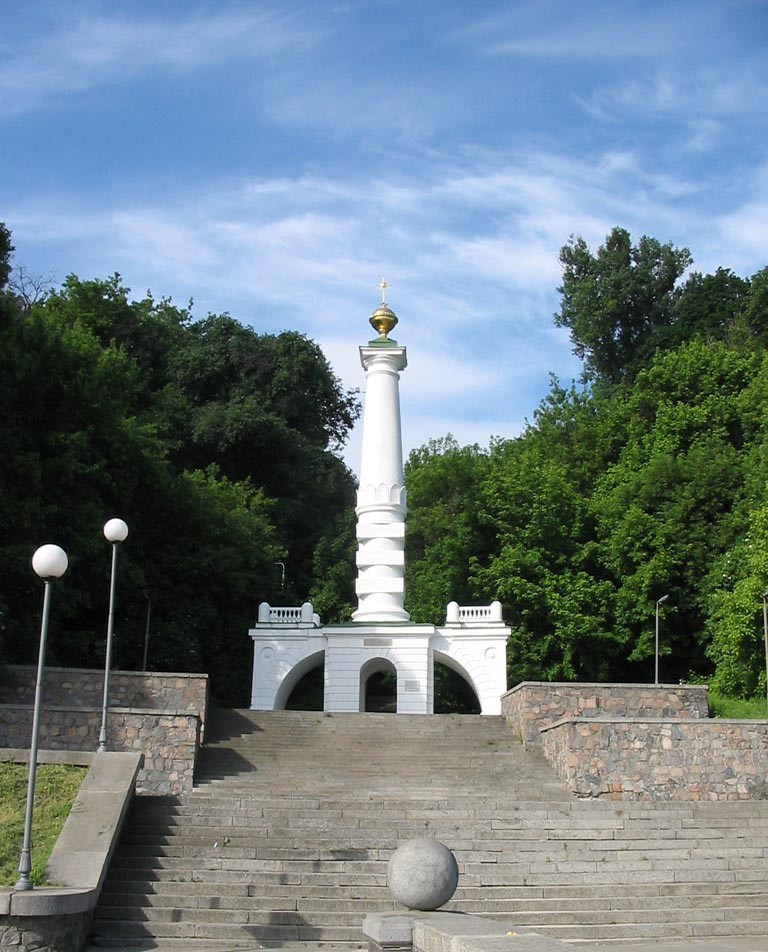
Le monument aux droits de Magdebourg à Kiev aujourd'hui.
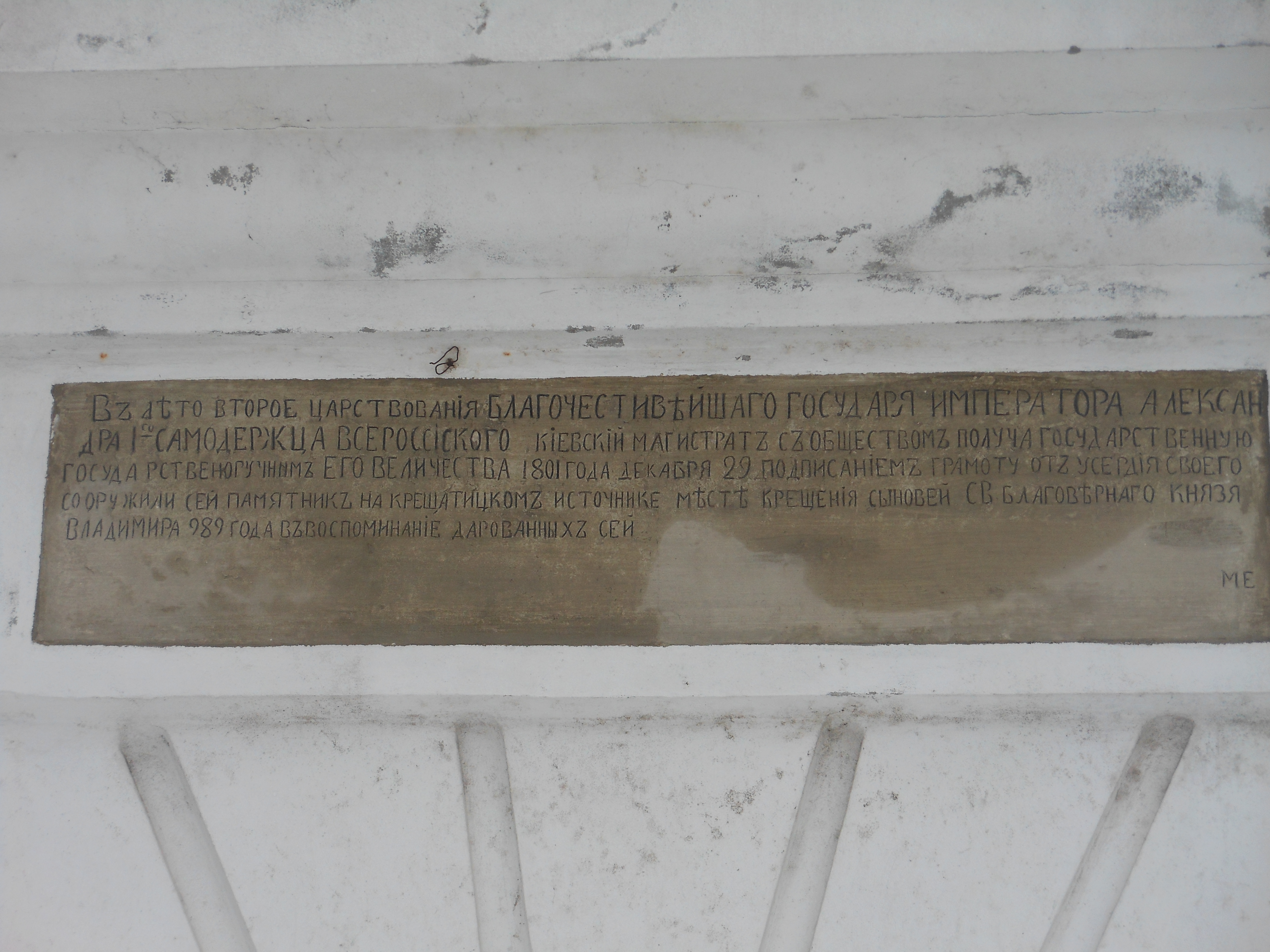
Détail du monument : une dédicace (inachevée).
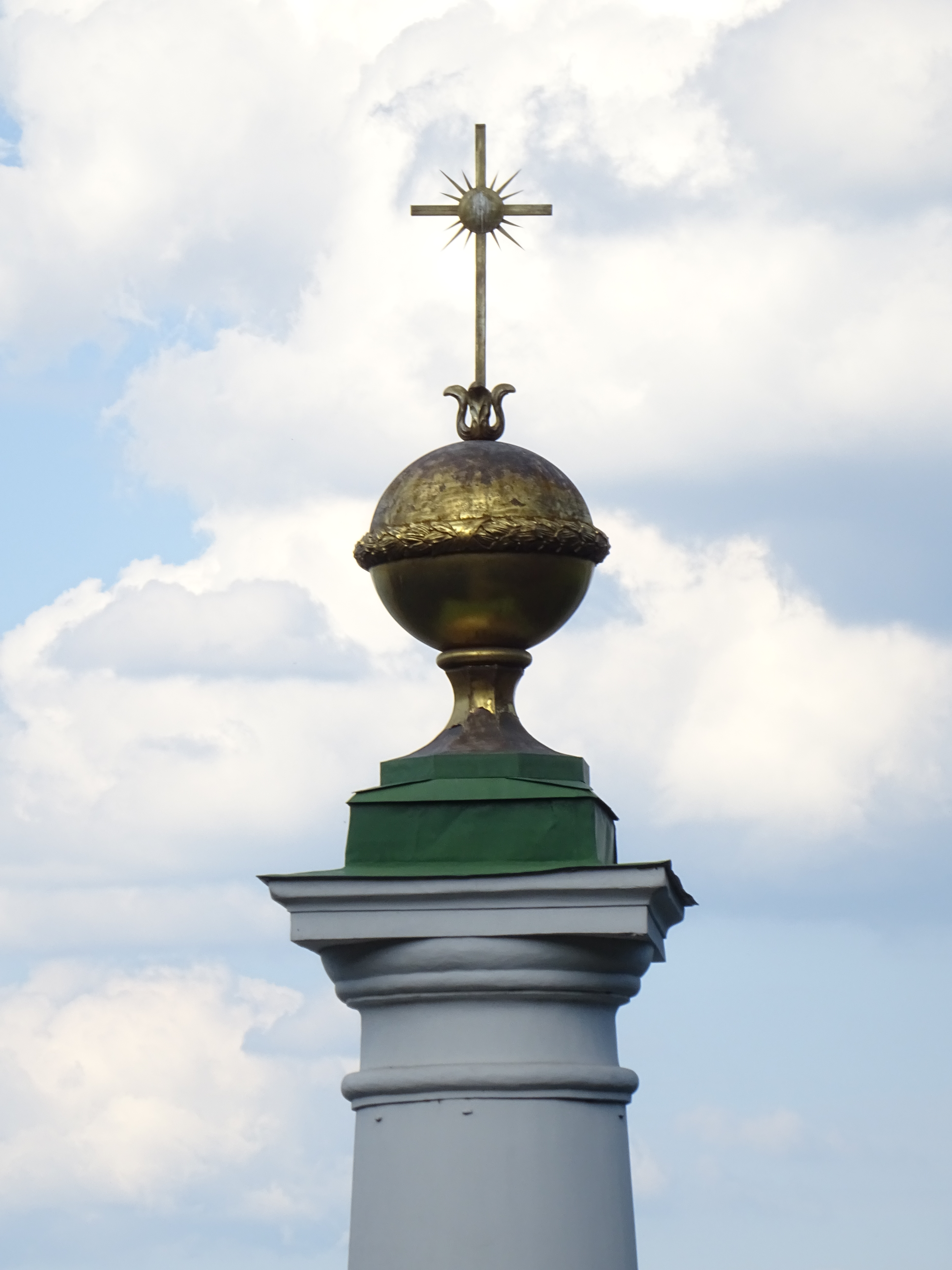
Détail du monument : globe surmonté d'une croix.
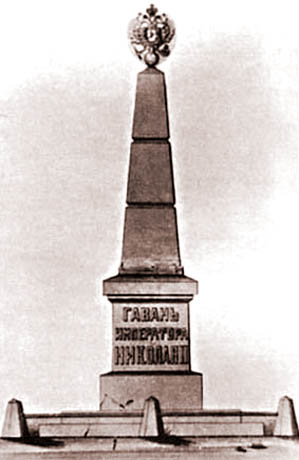
Autre colonne commémorative sur le Dnepr, le monument à la construction du port fluvial de Kiev par Nicolas II de Russie en 1900, détruit par les bolcheviques en 1920.
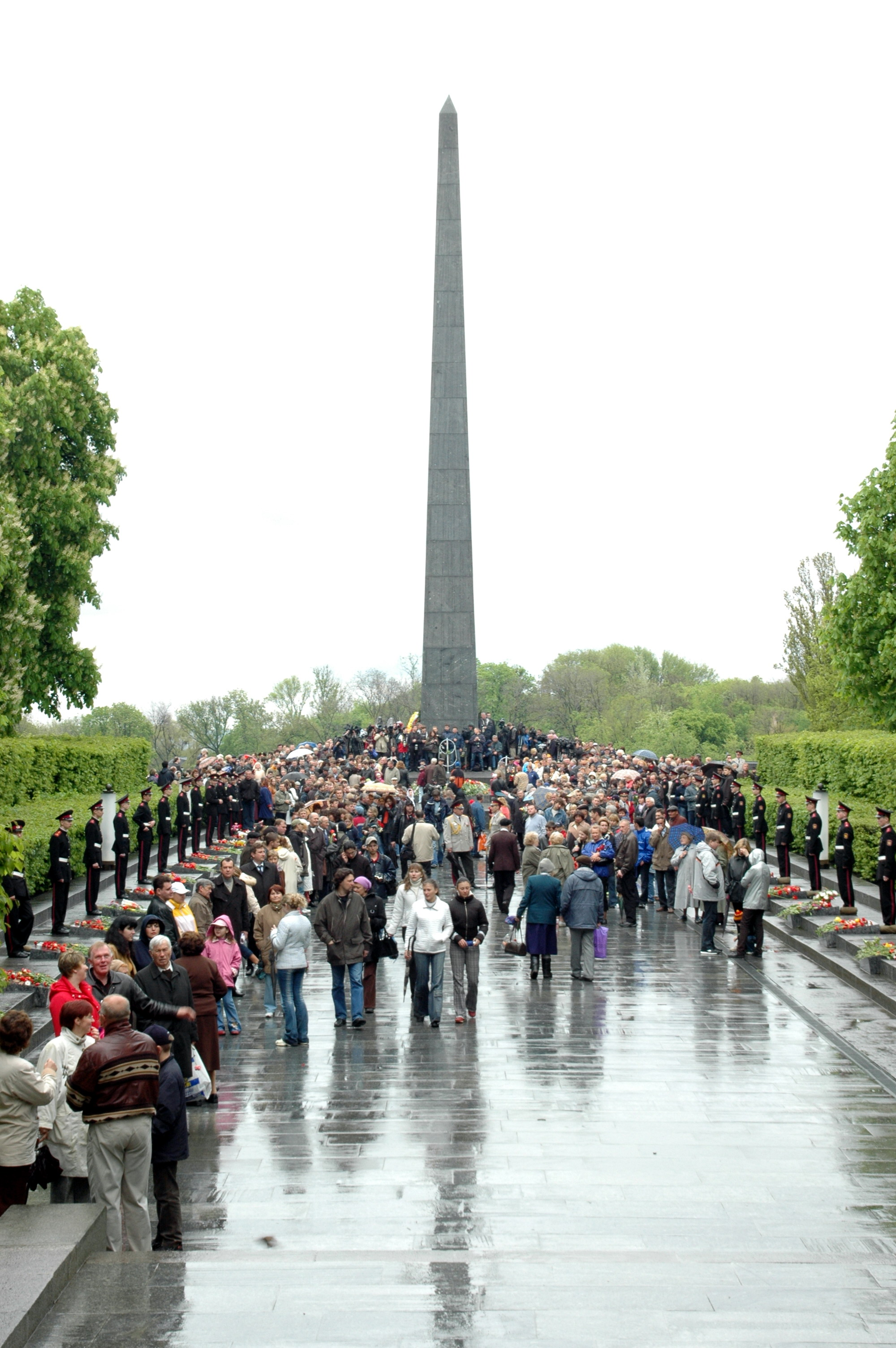
Autre colonne commémorative sur le Dnepr, le Monument aux morts de la Seconde Guerre mondiale, un 9 mai.
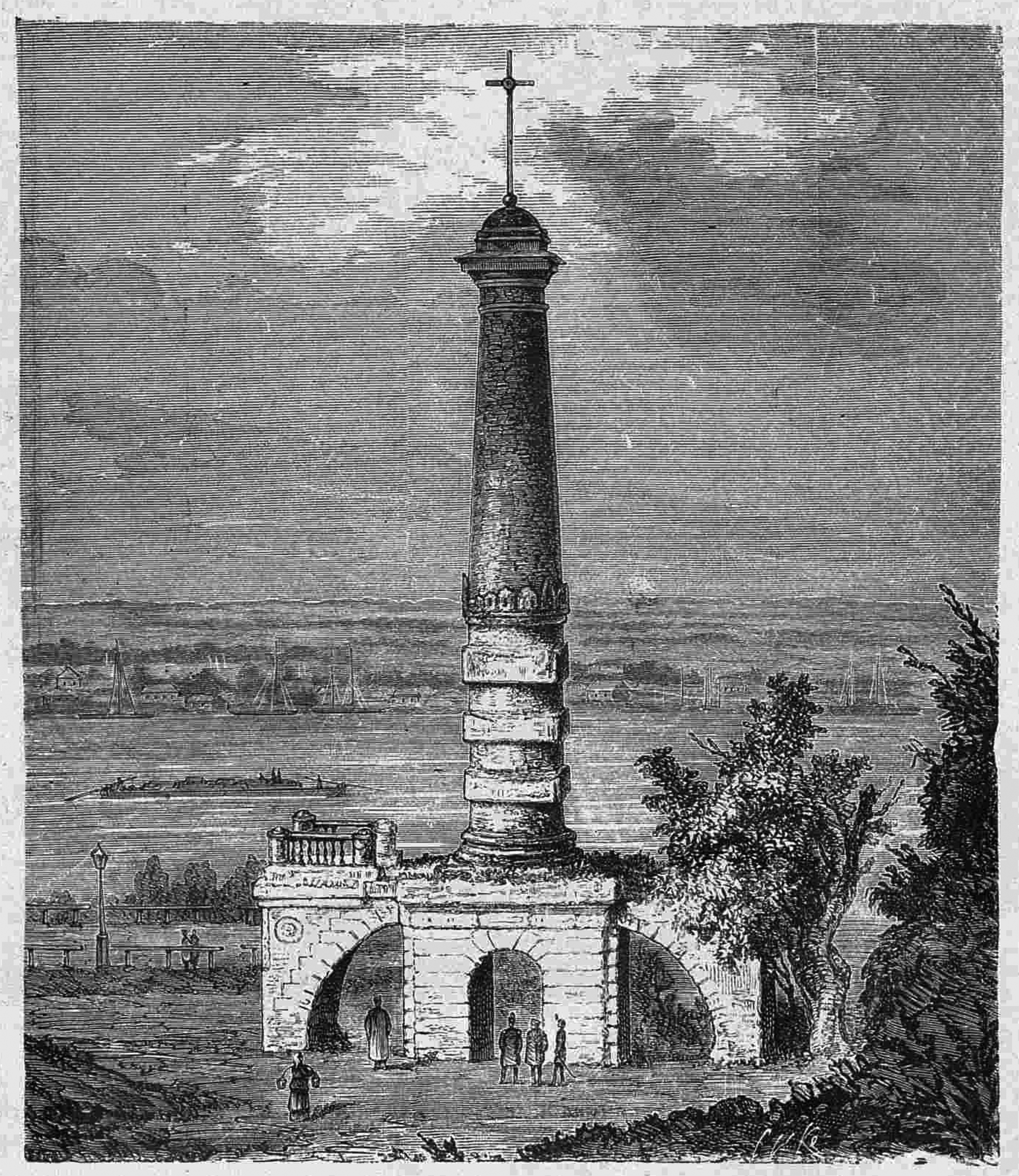
Le monument aux droits de Magdebourg dans une gravure de 1897.
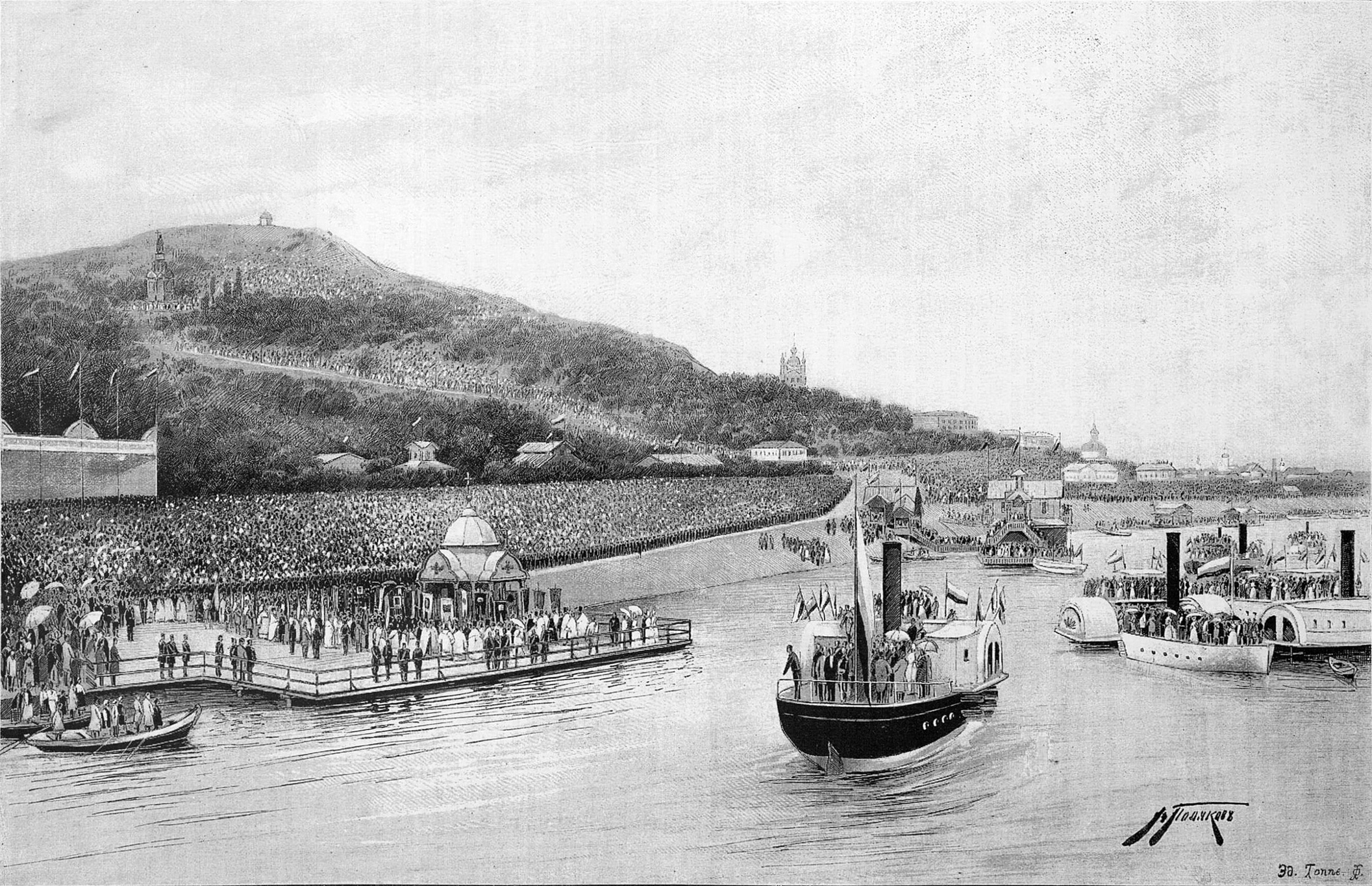
Les festivités des 900 ans de la christianisation de la Rus' en 988.